# Martín Cárdenas Ochoa
Martín Cárdenas (Medellín, 28 de enero de 1982) es un piloto de motociclismo colombiano. En el pasado corrió con el equipo Repsol Honda, en la categoría 250 cc del Campeonato Mundial de MotoGP Para el Gran Premio de Indianápolis de Motociclismo, volverá a competir en Moto2 en reemplazo de Yonny Hernández por al menos esta carrera.

## Biografía

### Inicios
Su carrera en el motociclismo la inició a principios de los noventa, cuando en compañía de unos primos empezó a correr en motocross, consiguiendo sus primeros títulos en la categoría de 80cc, en los años 1993 y 1994.
En 1995 quiso dar el salto a los 125cc, pero los directivos no se lo permitieron por su edad. Entonces compitió en una YZ 80 convertida a 105cc, que competía con las de 125cc, y a pesar de la diferencia de cilindrada logró arrebatar el primer lugar ese año.
En 1996 pasó de lleno a los 125cc y repite nuevamente en 1997, a bordo de una Kawasaki del equipo Castrol, logrando el liderato.
En los siguientes años, Martín se debatió entre el automovilismo, el motociclismo de velocidad y el motocross, consiguiendo triunfos en todas las modalidades.
En 2000 decidió irse a Estados Unidos a probar suerte en la meca del motocross, logrando satisfactorios resultados y adquiriendo experiencia.
A finales de 2001 decidió colgar las botas de motocross y subirse a una moto de velocidad y se trasladó a España, donde participó en las 2 últimas pruebas del CEV, logrando un impresionante cuarto lugar en su segunda carrera, siendo este uno de los campeonatos más competitivos del mundo.
En 2003 se subió a una Yamaha del equipo de Luis D'antin, donde luego de una accidentada temporada, gana la última prueba y ocupó el séptimo puesto en la general. Este mismo año se coronó como Campeón latinoamericano de Supersport en el Autódromo de Tocancipa, a bordo de una Ducati 748 y batió el récord de vuelta de la categoría.
En 2004 el mánager del equipo Promo Racing reconoció el talento del piloto colombiano y lo incorporó en su escuadra, logrando 4 victorias y el anhelado título de Campeón de España de Velocidad.

### Carrera en MotoGP
En 2005 debutó en el Campeonato Mundial de Motociclismo de velocidad o MotoGP, en la categoría de 250cc, con el equipo Aprilia Germany, convirtiéndose en el primer piloto colombiano en disputar una temporada regular de este campeonato. Al finalizar la temporada totalizaba nueve puntos y la experiencia de conocer de primera mano el mundo del MotoGP. Gracias a ello el equipo español Wurth Honda BQR, uno de los más importantes de la categoría, lo eligió para correr con su escudería en la temporada 2006.
En el campeonato de motociclismo de 250cc de 2006 Martín se posiciona como uno de los mejores pilotos privados de su categoría.
Martín Cárdenas es considerado por muchos como el mejor motociclista colombiano de todos los tiempos. Conforma junto a los venezolanos Johnny Cecotto, Carlos Lavado, el brasileño, Álex Barros y el argentino Sebastián Porto, entre otros, un selecto grupo de pilotos de motociclismo suramericanos que han sido protagonistas del mundial de MotoGP. Hoy siguen sus pasos, los hermanos Yonny Hernández y Santiago Hernández, que se encuentran compitiendo en la Moto2.

### Carrera en el AMA
En 2007 entra a competir en el campeonato AMA Pro Racing de los Estados Unidos de América.
Cárdenas ganó el AMA Daytona Sportbike campeonatos de 2010 y 2012 con el Team Hammer (M4 Monster Energy - Geico Suziki) a bordo de una Suzuki GSX-R600.
Actualmente participa en la máxima categoría del campeonato AMA Pro Racing en Superbike con el equipo Yoshimura Suzuki a bordo de una GSX-R1000.